# Чувашская автокефальная национальная православная церковь
Чувашская автокефальная национальная православная церковь — неканоническая православная церковь, существовавшая в Чувашии в 1920-х и 1930-х годах.

## История автокефалии
Чувашская автокефальная национальная православная церковь была официально зарегистрирована 7 августа 1924 года по инициативе протоиерея Василия Краснова. Она была создана на основе более консервативных, чем обновленцы, чувашских национальных приходов. Автокефальные приходы распространились в центральных и южных районах Чувашии. Наиболее активными были Шоркистринский (Урмарский район), Староянтиковский (Батыревский район) и Шимкусский (Малояльчикский район) приходы.
Как отметил кандидат исторических наук Андрей Берман, автокефальная церковь в Чувашии не была широким явлением. По словам Бермана, основной её проблемой было отсутствие епископов. Попытка получить епископа от григориан была неудачной. Сам Краснов вынужден был вести борьбу в своём приходе в Хормалах, результатом чего стал раскол прихода на две общины. Однако Краснов удерживал за собой храм до весны 1926 года.
В конце 1920-х годов сторонники автокефалии перешли на более консервативные позиции и стали сближаться с противниками митрополита Сергия (Страгородского). Постепенно чувашские автокефалисты присоединились к андреевцам (приверженцы «катакомбной церкви»—последователи епископа Андрея (Ухтомского)). Церковь прекратила своё существование к концу 1930-х годов.

## Современное состояние
По мнению журналиста Ильи Иванова, высказанному в 2018 году, в Чувашии сторонников автокефальной церкви в Чувашии уже нет, Чувашская митрополия Русской православной церкви занимает доминирующее положение, а национально ориентированного чувашского религиозного движения не существует. Иванов отметил, что Чебоксарский и Чувашский митрополит не чуваш по национальности, а в чувашских деревнях часто служат священники, не владеющие чувашским языком и совершающие «службу только на русском языке» (в РПЦ служат на церковнославянском).